# オリー・ストーンハム
オリー・ストーンハム（Ollie Stonham、2001年2月16日 - ）は、ジャパンラグビーリーグワンクボタスピアーズ船橋・東京ベイに所属するラグビー選手。

## プロフィール
- イングランドノーサンプトン出身[1]。
- ポジションはフランカー(FL)、ナンバーエイト(No8)。
- 身長 193 cm、体重 106 kg
- U20イングランド代表に選ばれたことがある[2]。

## 略歴
フェルステッド校卒業後、サラセンズ、アンプティルRUFCに在籍。
2024年、クボタスピアーズ船橋・東京ベイに加入。チームへの合流は8月中旬ごろだった。